# Pat Riley
Patrick James Riley (ur. 20 marca 1945 w Rome, Nowy Jork) – amerykański zawodowy koszykarz, po zakończeniu kariery zawodniczej trener i działacz koszykarski. Od 1995 pracuje w klubie Miami Heat. W 2008 został zaliczony w poczet członków Koszykarskiej Galerii Sław.

## Życiorys

### Kariera zawodnicza
Ojciec Pata, Leon Riley, był zawodowym baseballistą. Pat z kolei uprawiał z powodzeniem zarówno futbol amerykański, jak i koszykówkę. Wybrany z numerem 7. w drafcie 1967 przez San Diego Rockets, ale także w drafcie NFL przez Dallas Cowboys, zdecydował się na karierę koszykarską. Spędził w klubie z San Diego trzy sezony. W 1970 został wybrany przez nowo powstały klub Portland Trail Blazers w rozszerzającym drafcie 1970, ale natychmiast sprzedano go do Los Angeles Lakers. W Lakersach spędził pięć sezonów, zdobywając tam tytuł mistrza NBA w 1972, wchodząc z ławki za głównego rozgrywającego Jerry’ego Westa. Swój ostatni sezon, 1976, rozegrał w barwach Phoenix Suns.

### Trener Lakers
Od 1977 powrócił do Lakers, początkowo jako komentator, a od 1979 jako asystent trenera Paula Westheada. Na początku sezonu 1981/82 największa gwiazda Lakersów, Magic Johnson poprosił o sprzedanie do innego klubu z powodu niezadowolenia ze współpracy z trenerem Westheadem. Wkrótce potem właściciel klubu, Jerry Buss zwolnił Westheada, a na jego miejsce postanowił zatrudnić Jerry’ego Westa. West jednak odmówił posady głównego trenera, natomiast chętnie podjął się obowiązków pierwszego asystenta coacha, którym został Pat Riley.
Riley znakomicie sprawdził się jako trener, doprowadzając zespół do mistrzowskiego tytułu w pierwszym roku swojej pracy (1982). Był to zarazem pierwszy z czterech występów z rzędu w finałach ligi, drugi tytuł Lakers zdobyli w 1985. Po roku przerwy w występach finałowych Jeziorowcy wrócili w 1987, silniejsi niż kiedykolwiek, zdobywając dwa tytuły z rzędu. Drużynę tę ocenia się jako jeden z najsilniejszych teamów wszech czasów, w składzie którego występowali: Magic Johnson, James Worthy, Kareem Abdul-Jabbar, Michael Cooper, Byron Scott, A.C. Green, Mychal Thompson i Kurt Rambis. Lansowany przez nich „Showtime” do dziś pozostaje wzorem radosnej, ofensywnej i efektownej, a zarazem skutecznej gry dla wielu zespołów NBA.
Następny rok, szumnie zapowiadany jako „Three-peat” (skrót od three repeat), przyniósł jednak porażkę w finałach z Detroit Pistons. Po następnej klęsce, w play-offach 1990 r. z Phoenix Suns, Riley zrezygnował z prowadzenia zespołu. Paradoksalnie, otrzymał wtedy swój pierwszy tytuł trenera roku.

### Lata w Knicks
Po roku przerwy, podczas którego komentował mecze dla NBC, w 1991. Riley został głównym trenerem New York Knicks. Już dwa lata później osiągnął z zespołem najlepszy bilans w historii w sezonie zasadniczym i po raz drugi zdobył tytuł trenera roku. Do finałów doprowadził drużynę rok później, niestety, Knicks ponieśli tam porażkę z Houston Rockets. W 1995 Riley zrezygnował z pracy w Nowym Jorku.

### Miami Heat

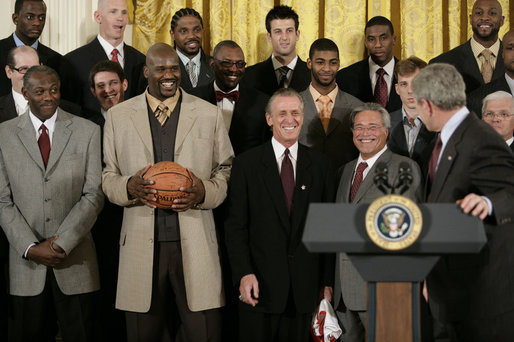
Pat Riley z drużyną Heat u prezydenta Busha

W atmosferze przepychanek między klubami z Nowego Jorku i Miami, Riley jeszcze w czasie obowiązywania poprzedniego kontraktu został zatrudniony w Miami Heat. Mimo ostatecznie polubownego załatwienia sprawy, rywalizacja między klubami długo jeszcze będzie miała szczególnie zacięty charakter. Z nowym klubem także sięgnął po tytuł najlepszego trenera, zdobywając tytuł mistrza Dywizji Atlantyckiej ze świetnym bilansem 61-21 w 1997. Po niepowodzeniach w następnych latach Riley w 2003 zwolnił sam siebie, zajmując pozycję generalnego menedżera. Po sukcesach na tym polu – wybór w drafcie 2003 późniejszego MVP Finałów Dwyane Wade'a oraz sprowadzenie Shaquille O’Neala – Riley ponownie objął zespół w 2005 i sięgnął po tytuł mistrzowski w 2006. Po sezonie 2007/08, który był nieoczekiwanie najsłabszym w pracy Rileya jako trenera i skończył się bilansem 15-67, Pat zrezygnował z pracy trenera, pozostając na stanowisku prezydenta klubu Miami Heat.

## Poza boiskiem
Pat Riley znany jest ze swojej elegancji. Blisko przyjaźni się z Giorgio Armanim i nosi jego garnitury nawet na meczach. Jego znakiem firmowym są też włosy z nałożoną brylantyną, z tego powodu przylgnął do niego pseudonim „Brylantynowy Pat”.
Riley i jego żona Chris, mają dwoje dzieci, Jamesa i Elisabeth Riley.

## Osiągnięcia

### NCAA
- Finalista NCAA (1966)[2]
- Zawodnik Roku:
  - NCAA Regional (1966)[3]
  - konferencji SEC (1966)[3]
- Zaliczony do:
  - I składu:
    - SEC (1966, 1967)[3]
    - turnieju NCAA (1966)[3]

  - III składu All-American (1966)[3]
- Uczelnia zastrzegła należący do niego numer 42

### NBA
- Mistrz NBA (1972)[4]
- Wicemistrz NBA (1973)[4]

### Trener
- 5-krotny mistrz NBA (1982, 1985, 1987, 1988, 2006)[4]
- Mistrz NBA (1980 jako asystent trenera)[4]
- 4-krotny wicemistrz NBA (1983, 1984, 1989, 1994)[4]
- trzykrotny Trener Roku NBA (1990, 1993, 1997)[5]
- 9-krotnie wybierany na trenera jednej z drużyn podczas NBA All-Star Game (1982–83, 1985–90, 1993)
- Zaliczony do grona 10 najlepszych trenerów w historii NBA (1996)[6]
- Wybrany do Koszykarskiej Galerii Sław (Naismith Memorial Basketball Hall Of Fame - 2008)[7]

### Menedżer
- dwukrotny mistrz NBA (2012-13)[4]
- dwukrotny wicemistrz NBA (2011, 2014)[4]
- Menedżer Roku (2011)[8]

## Statystyki trenerskie
Źródło.
| Zespół             | Sezon   | M    | Z    | P   | Z-P% | Miejsce               | MP  | ZP  | PP  | PZ-P% | Wynik                           |
| ------------------ | ------- | ---- | ---- | --- | ---- | --------------------- | --- | --- | --- | ----- | ------------------------------- |
| Los Angeles Lakers | 1981/82 | 71   | 50   | 21  | 70,4 | 1 w dywizji Pacific   | 16  | 14  | 2   | 85,7  | Mistrzostwo NBA                 |
| Los Angeles Lakers | 1982/83 | 82   | 58   | 24  | 70,7 | 1 w dywizji Pacific   | 15  | 8   | 7   | 53,3  | Wicemistrzostwo NBA             |
| Los Angeles Lakers | 1983/84 | 82   | 54   | 28  | 70,7 | 1 w dywizji Pacific   | 21  | 14  | 7   | 66,7  | Wicemistrzostwo NBA             |
| Los Angeles Lakers | 1984/85 | 82   | 62   | 20  | 75,6 | 1 w dywizji Pacific   | 19  | 15  | 4   | 78,9  | Mistrzostwo NBA                 |
| Los Angeles Lakers | 1985/86 | 82   | 62   | 20  | 75,6 | 1 w dywizji Pacific   | 14  | 8   | 6   | 57,1  | Porażka w finale Konferencji    |
| Los Angeles Lakers | 1986/87 | 82   | 65   | 17  | 79,3 | 1 w dywizji Pacific   | 18  | 15  | 3   | 83,3  | Mistrzostwo NBA                 |
| Los Angeles Lakers | 1987/88 | 82   | 62   | 20  | 75,6 | 1 w dywizji Pacific   | 24  | 15  | 9   | 62,5  | Mistrzostwo NBA                 |
| Los Angeles Lakers | 1988/89 | 82   | 57   | 25  | 69,5 | 1 w dywizji Pacific   | 15  | 11  | 4   | 73,3  | Wicemistrzostwo NBA             |
| Los Angeles Lakers | 1989/90 | 82   | 63   | 19  | 76,8 | 1 w dywizji Pacific   | 9   | 4   | 5   | 44,4  | Porażka w półfinale Konferencji |
| New York Knicks    | 1991/92 | 82   | 51   | 31  | 62,2 | 1 w dywizji Atlantic  | 12  | 6   | 6   | 50,0  | Porażka w półfinale Konferencji |
| New York Knicks    | 1992/93 | 82   | 60   | 22  | 73,2 | 1 w dywizji Atlantic  | 15  | 9   | 6   | 60,0  | Porażka w finale Konferencji    |
| New York Knicks    | 1993/94 | 82   | 57   | 25  | 69,5 | 1 w dywizji Atlantic  | 25  | 14  | 11  | 56,0  | Wicemistrzostwo NBA             |
| New York Knicks    | 1994/95 | 82   | 55   | 27  | 67,1 | 2 w dywizji Atlantic  | 11  | 6   | 5   | 54,5  | Porażka w półfinale Konferencji |
| Miami Heat         | 1995/96 | 82   | 42   | 40  | 51,2 | 3 w dywizji Atlantic  | 3   | 0   | 3   | 00,0  | Porażka w pierwszej rundzie     |
| Miami Heat         | 1996/97 | 82   | 61   | 21  | 74,4 | 1 w dywizji Atlantic  | 17  | 8   | 9   | 47,1  | Porażka w finale Konferencji    |
| Miami Heat         | 1997/98 | 82   | 55   | 27  | 67,1 | 1 w dywizji Atlantic  | 5   | 2   | 3   | 40,0  | Porażka w pierwszej rundzie     |
| Miami Heat         | 1998/99 | 50   | 33   | 17  | 66,0 | 1 w dywizji Atlantic  | 5   | 2   | 3   | 40,0  | Porażka pierwszej rundzie       |
| Miami Heat         | 1999/00 | 82   | 52   | 30  | 63,4 | 1 w dywizji Atlantic  | 10  | 6   | 4   | 60,0  | Porażka w półfinale Konferencji |
| Miami Heat         | 2000/01 | 82   | 50   | 32  | 61,0 | 2 w dywizji Atlantic  | 3   | 0   | 3   | 00,0  | Porażka w pierwszej rundzie     |
| Miami Heat         | 2001/02 | 82   | 36   | 46  | 43,9 | 6 w dywizji Atlantic  | –   | –   | –   | –     |                                 |
| Miami Heat         | 2002/03 | 82   | 25   | 57  | 30,5 | 7 w dywizji Atlantic  | –   | –   | –   | –     |                                 |
| Miami Heat         | 2005/06 | 61   | 41   | 20  | 67,2 | 1 w dywizji Southeast | 23  | 16  | 7   | 69,6  | Mistrzostwo NBA                 |
| Miami Heat         | 2006/07 | 82   | 44   | 38  | 53,7 | 1 w dywizji Southeast | 4   | 0   | 4   | 00,0  | Porażka w pierwszej rundzie     |
| Miami Heat         | 2007/08 | 82   | 15   | 67  | 18,3 | 5 w dywizji Southeast | –   | –   | –   | –     |                                 |
| Kariera            |         | 1904 | 1210 | 694 | 63,6 |                       | 282 | 171 | 111 | 60,6  |                                 |